# إسكندر شاه الثاني
إسكندر علاء الدين محياة شاه الثاني (1610 - 15 فبراير 1641) كان السلطان الثالث عشر لآتشيه، بعد إسكندر مودا. كان إسكندر الثاني نجل سلطان فهغ الحادي عشر، أحمد شاه الثاني، الذي أُسِر السلطان السابق أحمد شاه الثاني وعائلته كرهينة لآتشيه، حيث توفي عام 1617. كان الابن الأكبر لأحمد شاه «رجا موغال» المعروف لاحقًا باسم «إسكندر شاه الثاني»، متزوجًا من ابنة إسكندر مودا «تاج العلم»، وخلفته كسلطان آتشيه الثالث عشر عام 1636.
لم يتمكن إسكندر شاه الثاني، الذي تولى الحكم في أعقاب هزيمة أسطول آتشيه عام 1629، من مواصلة النجاحات العسكرية التي حققها سلفه. لكنه كان حاكمًا قويًا، قادرًا على قمع نبلاء آتشيه والعمل على مركزية السلطة الملكية كما فعل إسكندر مودا. كان حكمه قصيرًا جدًا بحيث لم يتمكن من تحقيق إنجازات كبيرة، وبعد وفاته أعادت النخبة تأكيد نفوذها، واعتلت أرملته تاج العلم العرش، وهي الأولى من بين عدة سلاطين ضعفاء.
مثل بلاط إسكندر مودا، كان بلاط إسكندر الثاني معروفًا بأنه مركز للتعليم الإسلامي. فكان يرعي نور الدين الرانيري، وهو عالم إسلامي من ولاية كجرات وصل إلى آتشيه عام 1637. استنكر الرانيري أعمال العلماء الأوائل من بلاط إسكندر مودا، وأمر بحرق كتبهم.

## هوامش
1. ↑  Barwise and White, 117
2. ↑  Ricklefs, 35
3. ↑  Ricklefs, 51